# Каннський кінофестиваль 1972
25-й Каннський міжнародний кінофестиваль відбувся з 4 по 19 травня 1972 року у Каннах, Франція. Золоту пальмову гілку кінофестивалю здобули фільми Робітничий клас іде в рай режисера Еліо Петрі та Справа Маттеї Франческо Розі.
 
У конкурсі було представлено 25 повнометражних фільмів та 14 короткометражок; поза конкурсом було показано 20 кінострічок. Фестиваль відкрито показом бельгійсько-французької стрічки Мальпертюї режисера Гаррі Кюмеля. Фільмом закриття фестивалю було обрано Безумство режисера Альфреда Гічкока.

## Журі
Повнометражні фільми
- Голова: Джозеф Лоузі, кінорежисер,  Велика Британія
- Бібі Андерссон, акторка,  Швеція
- Жорж Орік, композитор ,  Франція
- Ерскін Колдуелл,  США
- Марко Донськой, кінорежисер,  СРСР
- Мілош Форман, кінорежисер,  США
- Джорджо Папі,  СФРЮ
- Жан Рошару, журналіст,  Франція
- Ален Таннер,  Швейцарія
- Наокі Тогава,  Японія

Короткометражні фільми
- Голова: Фредерік Россіф,  Франція
- Іштван Досай,  Угорщина
- Вісенте Пінеда, журналіст,  Італія

## Фільми-учасники конкурсної програми
| Переможців виділено окремим кольором. |

### Повнометражні фільми
| Фільм                         | Назва мовою оригіналу               | Режисер            | Країна                       |
| ----------------------------- | ----------------------------------- | ------------------ | ---------------------------- |
| Безмовність                   | 沈黙                                | Масахіро Сінода    | Японія                       |
| Бійня номер п'ять             | Slaughterhouse-Five                 | Джордж Рой Гілл    | США                          |
| Видіння                       | Images                              | Роберт Альтман     | Велика Британія США Ірландія |
| Вогні Стрітення               | Les Feux de la Chandeleur           | Серж Корбер        | Італія Франція               |
| Гасові лампи                  | Petrolejové lampy                   | Юрай Герц          | Чехословаччина               |
| Гості                         | The Visitors                        | Еліа Казан         | США                          |
| Дзвони Сілезії                | Das Unheil                          | Петер Фляйшман     | Франція ФРН                  |
| Дорога́ Луїза                  | Chère Louise                        | Філіп де Брока     | Франція Італія               |
| Єремія Джонсон                | Jeremiah Johnson                    | Сідні Поллак       | США                          |
| Землеміри                     | Les arpenteurs                      | Мішель Суттер      | Швейцарія                    |
| Знайти людину                 | To Find a Man                       | Базз К'юлік        | США                          |
| Король, дама, валет           | King, Queen, Knave                  | Єжи Сколімовський  | ФРН США                      |
| Мальпертюї                    | Malpertuis                          | Гаррі Кюмель       | Бельгія Франція              |
| Ми не постаріємо разом        | Nous ne vieillirons pas ensemble    | Моріс Піала        | Франція Італія               |
| Ображена честь Мімі-металурга | Mimí metallurgico ferito nell'onore | Ліна Вертмюллер    | Італія                       |
| Перлина в короні              | Perla w koronie                     | Казімеж Куц        | Польща                       |
| Правлячий клас                | The Ruling Class                    | Пітер Медак        | Велика Британія              |
| Примітки прихильника          | A Fan's Notes                       | Ерік Тілль         | Канада                       |
| Робітничий клас іде в рай     | La classe operaia va in paradiso    | Еліо Петрі         | Італія                       |
| Соляріс                       | Солярис                             | Андрій Тарковський | СРСР                         |
| Справа Маттеї                 | Il Caso Mattei                      | Франческо Розі     | Італія                       |
| Справжня натура Бернадетти    | La vraie nature de Bernadette       | Жиль Карл          | Канада                       |
| Тротта                        | Trotta                              | Йоганнес Шааф      | ФРН                          |
| Червоний псалом               | Még kér a nép                       | Міклош Янчо        | Угорщина                     |
| Я кохаю тебе, Розо            | Ani Ohev Otach Rosa                 | Моше Мізрахі       | Ізраїль                      |

### Короткометражні фільми
| Фільм                        | Назва мовою оригіналу     | Режисер          | Країна     |
| ---------------------------- | ------------------------- | ---------------- | ---------- |
| Атлантида                    | Atlantyda                 | Пйотр Шпаковіч   | Польща     |
| День занять                  | Jour de classe            | Анрі Жуф         | Франція    |
| Для остаточного врегулювання | Pour solde de tout compte | Луї Пітзель      | Бельгія    |
| Джованні Мікелуччі           | Giovanni Michelucci       | Фернандо Черкіо  | Італія     |
| Дощовий день Хундертвассера  | Hundertwasser's Rainy Day | Петер Шамоні     | ФРН        |
| Дуже сонячний світ           | Een Zeer zonnige wereld   | Пітер де Гроот   | Нідерланди |
| Зіккарон                     | Zikkaron                  | Лоран Кодерр     | Канада     |
| Краса смерті                 | I Omorfia tou thanatou    | Несторос Мацас   | Греція     |
| Маленька денна музика        | Malka dnevna muzika       | Іван Весселіно   | Болівія    |
| Магічний Грац                | Magic Graz                | Курт М. Фаундон  | Австрія    |
| Міні                         | Mini                      | Стоян Дуков      | Болівія    |
| Народження Афродіти          | The Birth of Aphrodite    | Леленд Ауслендер | США        |
| Операція X-70                | Operation X-70            | Рауль Серве      | Бельгія    |
| Снайперська рушниця          | Le Fusil à lunette        | Жан Шапо         | Франція    |

## Фільми позаконкурсної програми
| Фільм                       | Назва мовою оригіналу       | Режисер                     | Країна              |
| --------------------------- | --------------------------- | --------------------------- | ------------------- |
| Аста Нільсен                | Asta Nielsen                | Аста Нільсен                | Данія               |
| Безумство                   | Frenzy                      | Альфред Гічкок              | Велика Британія     |
| Брат Карл                   | Bröder Carl                 | Сьюзен Зонтаґ               | Швеція              |
| Вечірка                     | Serata                      | Мальвіна Уршіану            | Румунія             |
| Вифлеємська зірка           | Hvezda Betlémská            | Герміна Тирлова             | Чехословаччина      |
| Війна за мир                | Une guerre pour une paix    | Ніколь Стефан               | Франція             |
| Дрейф                       | La dérive                   | Паула Дельсол               | Франція             |
| Карусель                    | Merry-Go-Round              | Кірстен Стенбек             | Данія               |
| Ліза і диявол               | Lisa e il diavolo           | Маріо Бава                  | Італія              |
| Макбет                      | Macbeth                     | Роман Полянський            | Велика Британія США |
| Мері                        | Marie                       | Марта Месарош               | Угорщина            |
| Молоді жінки з квітами      | Les Jeunes Filles En Fleurs | Девід Гемілтон, Філіп Лерой | Франція             |
| Насильство в пісках         | Le lys de mer               | Жаклін Одрі                 | Італія Франція      |
| Острів посеред суші         | Sziget a szárazföldön       | Юдіт Елек                   | Угорщина            |
| Покоління пустелі           | La Génération du désert     | Ніколь Стефан               | Франція             |
| Пригода — це пригода        | L'aventure c'est l'aventure | Клод Лелуш                  | Франція             |
| Рим                         | Roma                        | Федеріко Фелліні            | Італія Франція      |
| Тату, маленькі кораблики... | Papa, les petits bateaux    | Неллі Каплан                | Франція             |
| Фостін і прекрасне літо     | Faustine et le Bel Été      | Ніна Компанез               | Франція             |
| Червоні маки Іссик-Куля     | Алые маки Иссык-Куля        | Болотбек Шамшиєв            | СРСР                |
|                             | Den gale dansker            | Кірстен Стенбек             | Данія               |

## Нагороди
- Золота пальмова гілка:
  - Робітничий клас іде в рай, режисер Еліо Петрі
  - Справа Маттеї, режисер Франческо Розі
- Гран-прі: Соляріс, режисер Андрій Тарковський
- Приз журі: Бійня номер п'ять, режисер Джордж Рой Гілл
- Приз за найкращу чоловічу роль: Жан Янн — Ми не постаріємо разом
- Приз за найкращу жіночу роль: Сюзанна Йорк — Бачення
- Приз за найкращу режисуру: Міклош Янчо — Поки народ ще просить
- Особлива згадка: Джан Марія Волонте — Робітничий клас іде в рай і Справа Маттеї
- Технічний гран-прі:
  - Рим
  - Зіккарон
- Золота пальмова гілка за короткометражний фільм: Снайперська рушниця
- Приз журі за короткометражний фільм: Операція X-70
- Приз міжнародної федерації кінокритиків (ФІПРЕССІ):
  - Соляріс
  - У 20 років в Оресі